# Skoroszów (Rychtal)
Skoroszów (deutsch Skorischau) ist eine Ortschaft mit einem Schulzenamt der Stadt-und-Land-Gemeinde Rychtal im Powiat Kępiński der Woiwodschaft Großpolen in Polen.

## Geschichte

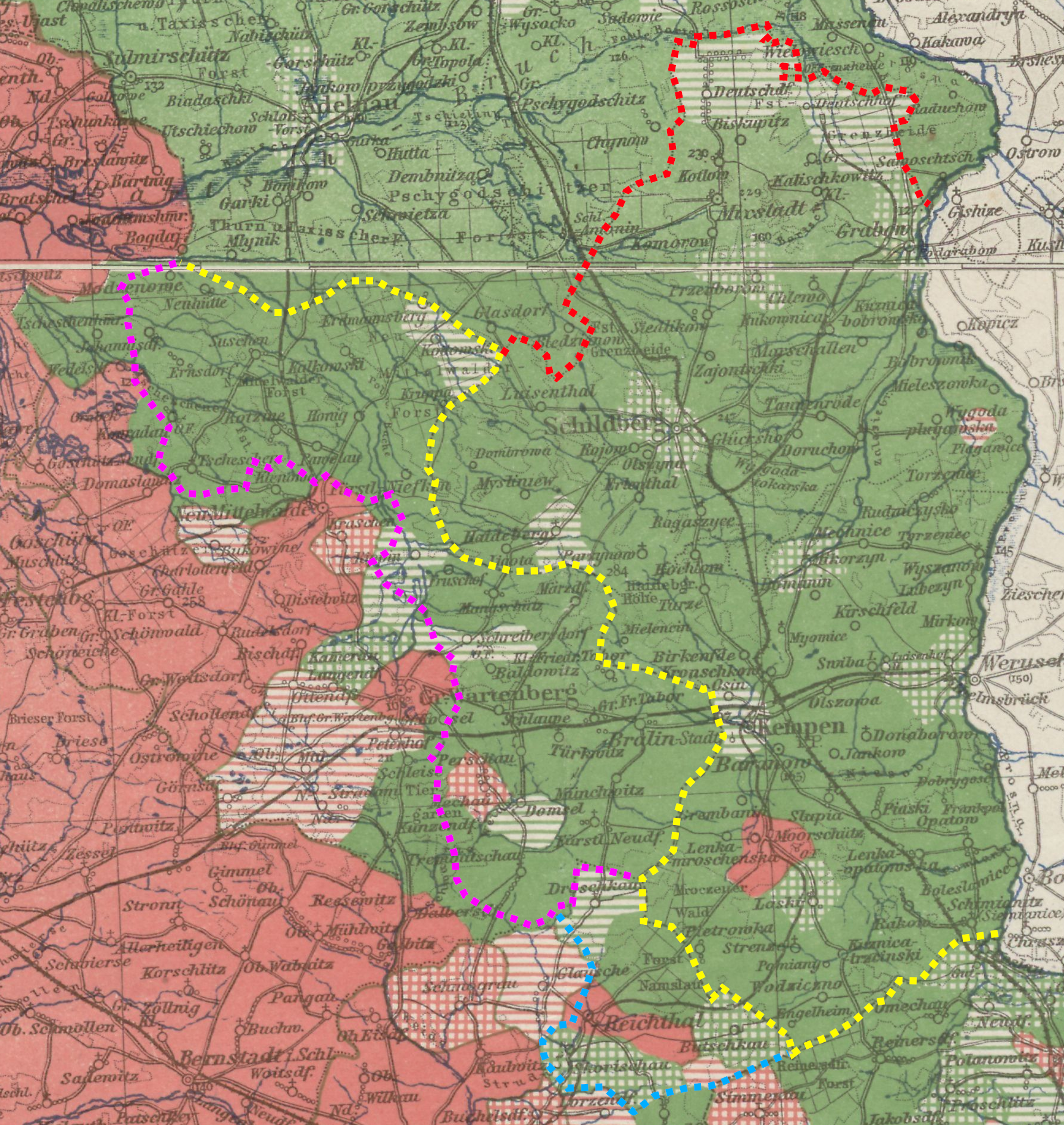
Sprachkarte aus dem Jahr 1910: Gelbe gestrichelte Linie: schlesisch-großpolnische Grenze, blaue gestrichelte Linie: Reichthaler Ländchen

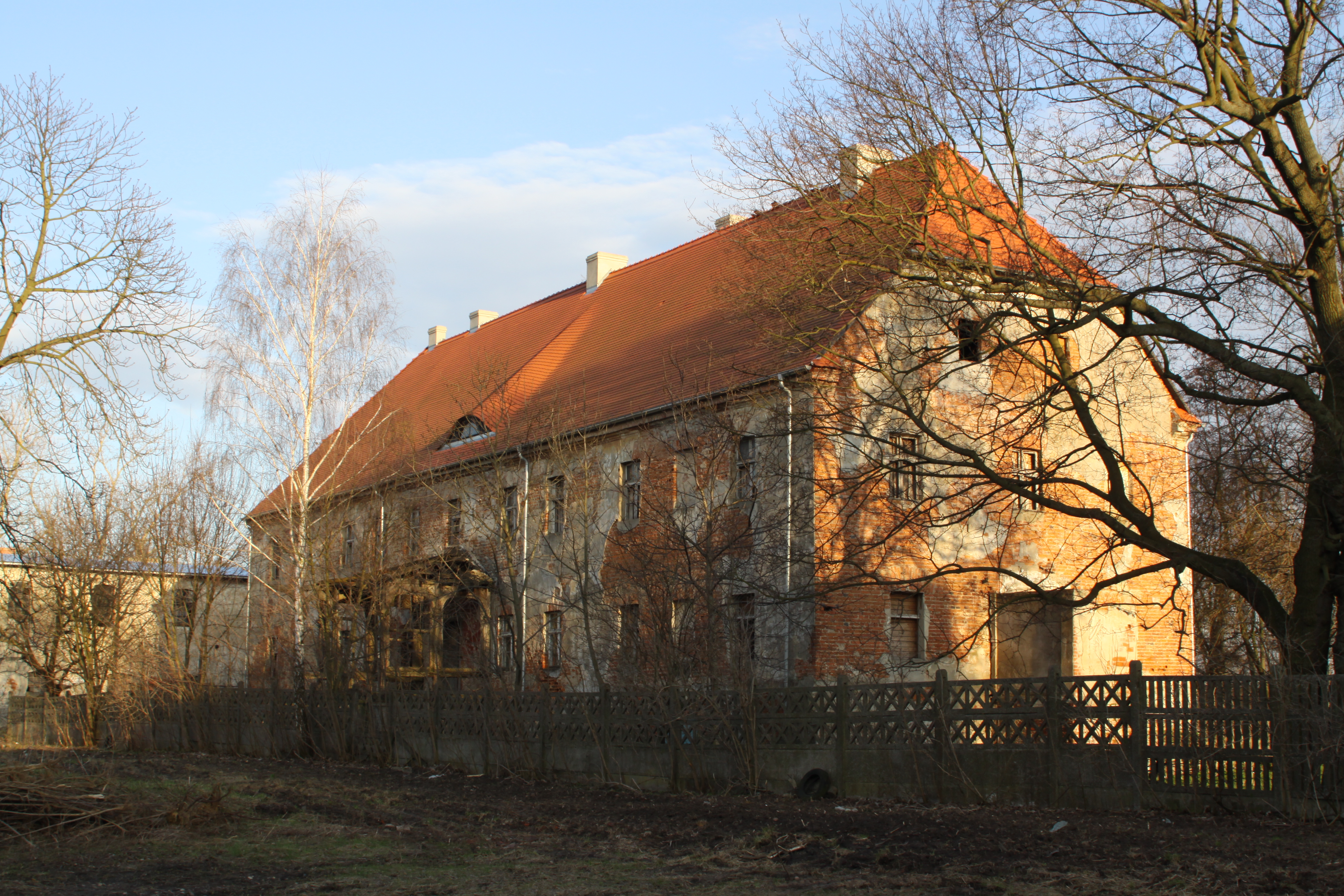
Schloss Skoroschau

Im 13. Jahrhundert war die Umgebung im Besitz des Deutschen Ordens. Der Ort wurde 1249 gegründet: ville locate iure Teuthonico (…), que prius vocabatur Scorosouo und wurde auch circa 1300 im Liber fundationis episcopatus Vratislaviensis (Zehntregister des Bistums Breslau) als Scorossow urkundlich erwähnt. Der Name, ursprünglich Skoroszowo, ist vom Personennamen Skorosz mit dem Suffix -owo/-ów abgeleitet. Später wechselte auch zwischen den Formen Skoryszów und Skoraszów.
Skorischau gehörte von 1818 bis 1920 dem schlesischen Landkreis Namslau an. Mit dem überwiegend polnischsprachigen Reichthaler Ländchen wurde Skoroszów 1921 ohne Volksabstimmung vom Deutschen Reich an das wiedergegründete Polen abgetreten. Seitdem ist Skoroszów mit der Woiwodschaft Posen, bzw. Großpolen verbunden, zunächst im Powiat Kępiński.
Im Jahr 1921 gab es in der Gemeinde Skoroszów im Powiat Kępno 17 Häuser mit 99 Einwohnern, 70 hielten sich für deutscher und 29 für polnischer Nationalität, 66 waren römisch-katholisch, 33 evangelisch. Im Gutsgebiet gab es dagegen 11 Häuser mit 246 Einwohnern, davon 227 Polen, 17 Deutsche, 224 Römisch-Katholiken, 20 evangelisch, sowie 2 Juden anderer Nationalität.
Beim Überfall auf Polen 1939 wurde das Gebiet von den Deutschen besetzt und dem Landkreis Kempen im Reichsgau Wartheland zugeordnet.
Von 1975 bis 1998 gehörte Skoroszów zur Woiwodschaft Kalisz.

## Persönlichkeiten
- Herbert Volwahsen (1906–1988), Bildhauer